# 2007年大学生音乐节
2007年大学生音乐节，也称2007大学生音乐节，全称伊利优酸乳·2007大学生音乐节欢唱会，是2007年7月至11月在北京举办的音乐节。

## 经过
2007年3月，伊利集团投资启动“我的音乐，我的滋味”为主题的中国100所高校支持并参加的大学生音乐节。2007年7月12日，为期3天的伊利优酸乳·2007大学生音乐节欢唱会在北京国际雕塑公园落幕。高晓松、袁惟仁、丁薇、许晓峰等音乐人担任评委，从中国百所高校遵选出的300名选手分别代表各自院校进行现场对决。音乐节选拔出了杨雄、王超等20强选手进入音乐节的音乐夏令营。
8月17日，第二场音乐夏令营中选拔九强，民谣鼻祖叶佳修亲临现场并担任评审团团长。杨雄、吴皎洁、索朗达吉、朱颖玲、陈浩、江映蓉、沈秋子、099X组合、杨洋成功晋级。
9月14日，音乐节进入了激烈的4进3终极决赛。陈浩与朱颖玲对决时，因评委无法抉择，评审团（高晓松、郑洋、尹亮、余韶文、袁惟仁）最后经过合议宣布两位选手全部晋级，大学生音乐节以“4进4”结束比赛。最终四强分别为杨洋、陈浩、江映蓉、朱颖玲。当晚比赛现场中，曾被淘汰的其他10强选手又重返舞台，为4强选手助阵。活动安排两位幕后工作人员温亮亮与王苏蒙出场讲述幕后情节，两位并与十强选手共同演绎了温亮亮的原创《兄弟》。
11月12日，大学生音乐节颁奖典礼在全国政协礼堂举行。

## 获奖名单
| 奖项                             | 获得者                                  |
| -------------------------------- | --------------------------------------- |
| 年度最受大学生喜爱男歌手（港台） | 周杰伦                                  |
| 年度最受大学生喜爱女歌手（港台） | 容祖儿                                  |
| 年度最受大学生喜爱男歌手（内地） | 沙宝亮                                  |
| 年度最受大学生喜爱女歌手（内地） | 袁泉                                    |
| 年度最受大学生喜爱新人           | 黄晓明 熊汝霖                           |
| 年度最受大学生喜爱组合           | Twins                                   |
| 年度最受大学生喜爱流行专辑       | 周杰伦《依然范特西》                    |
| 年度最受大学生喜爱K歌金曲        | 陈奕迅《爱情转移》                      |
| 年度最受大学生推崇风尚艺人       | 刘亦菲 黄晓明                           |
| 年度最受大学生喜爱金牌制作人     | 小柯                                    |
| 年度最受大学生喜爱MV             | 林锦和                                  |
| 年度最受大学生喜爱无线金曲       | 凤凰传奇《月亮之上》 潘玮柏《不得不爱》 |
| 年度最受大学生喜爱海外歌手       | 简美妍                                  |
| 校园音乐贡献奖                   | 高晓松                                  |
| 年度校园最具潜力女歌手           | 江映蓉                                  |
| 年度校园最具潜力男歌手           | 杨雄                                    |
| 年度校园演唱奖                   | 朱颖玲                                  |
| 年度校园舞台表现奖               | 杨洋                                    |
| 年度最佳校园原创歌手             | 陈浩                                    |